# Beynac-et-Cazenac
Beynac-et-Cazenac – miejscowość i gmina we Francji, w regionie Nowa Akwitania, w departamencie Dordogne.
Według danych na rok 1990 gminę zamieszkiwało 498 osób, a gęstość zaludnienia wynosiła 39 osób/km² (wśród 2290 gmin Akwitanii Beynac-et-Cazenac plasuje się na 716. miejscu pod względem liczby ludności, natomiast pod względem powierzchni na miejscu 893.).

## Zabytki

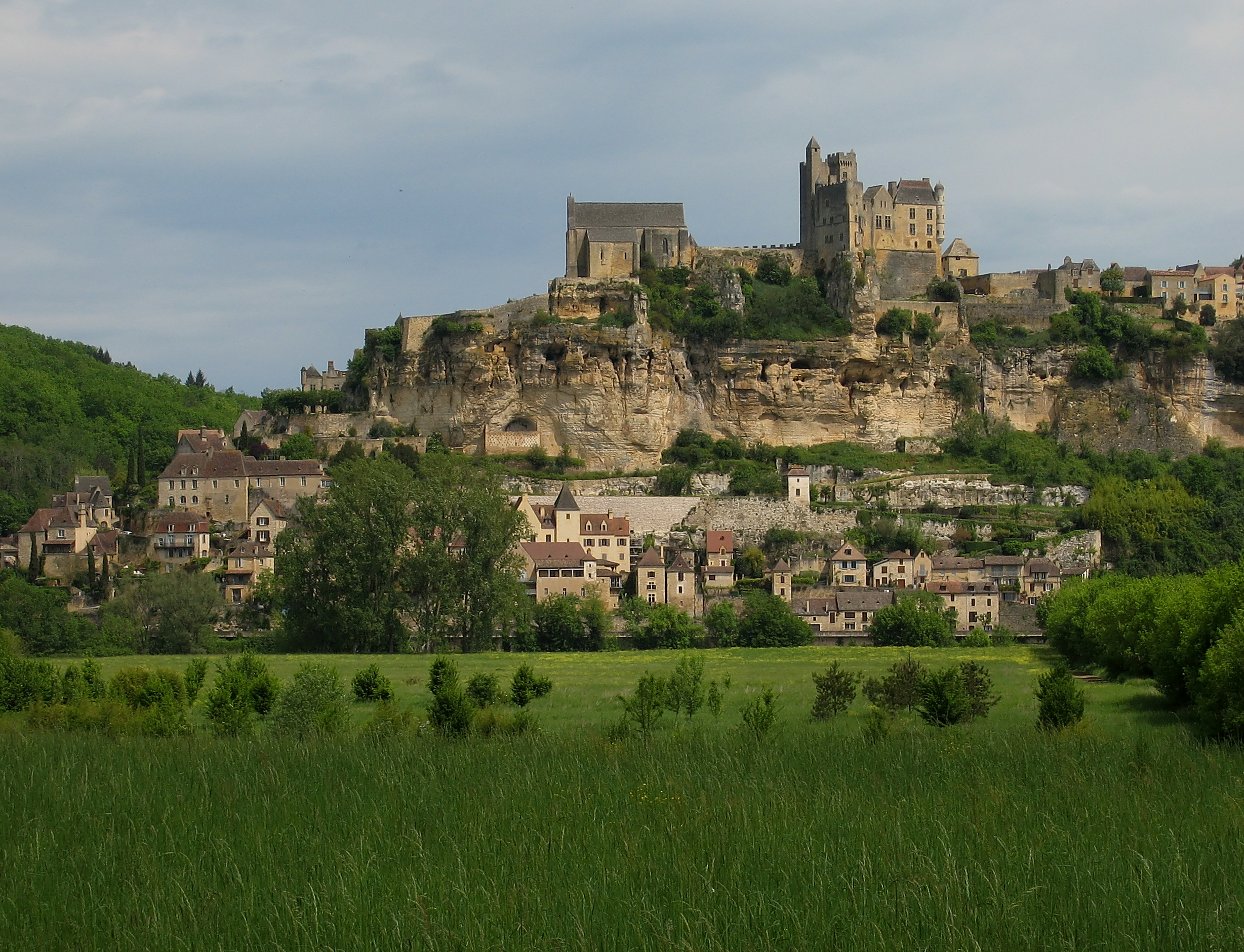
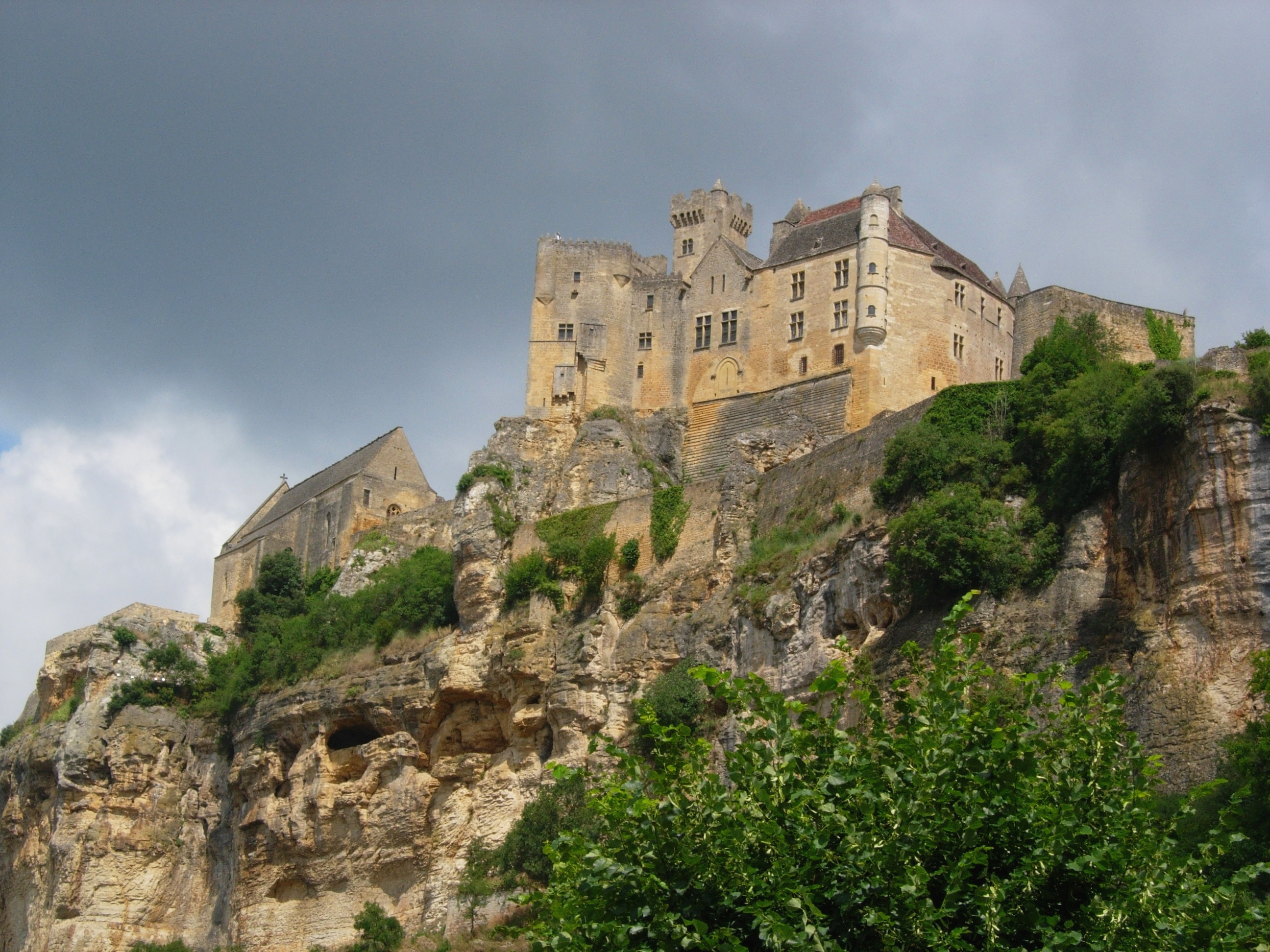
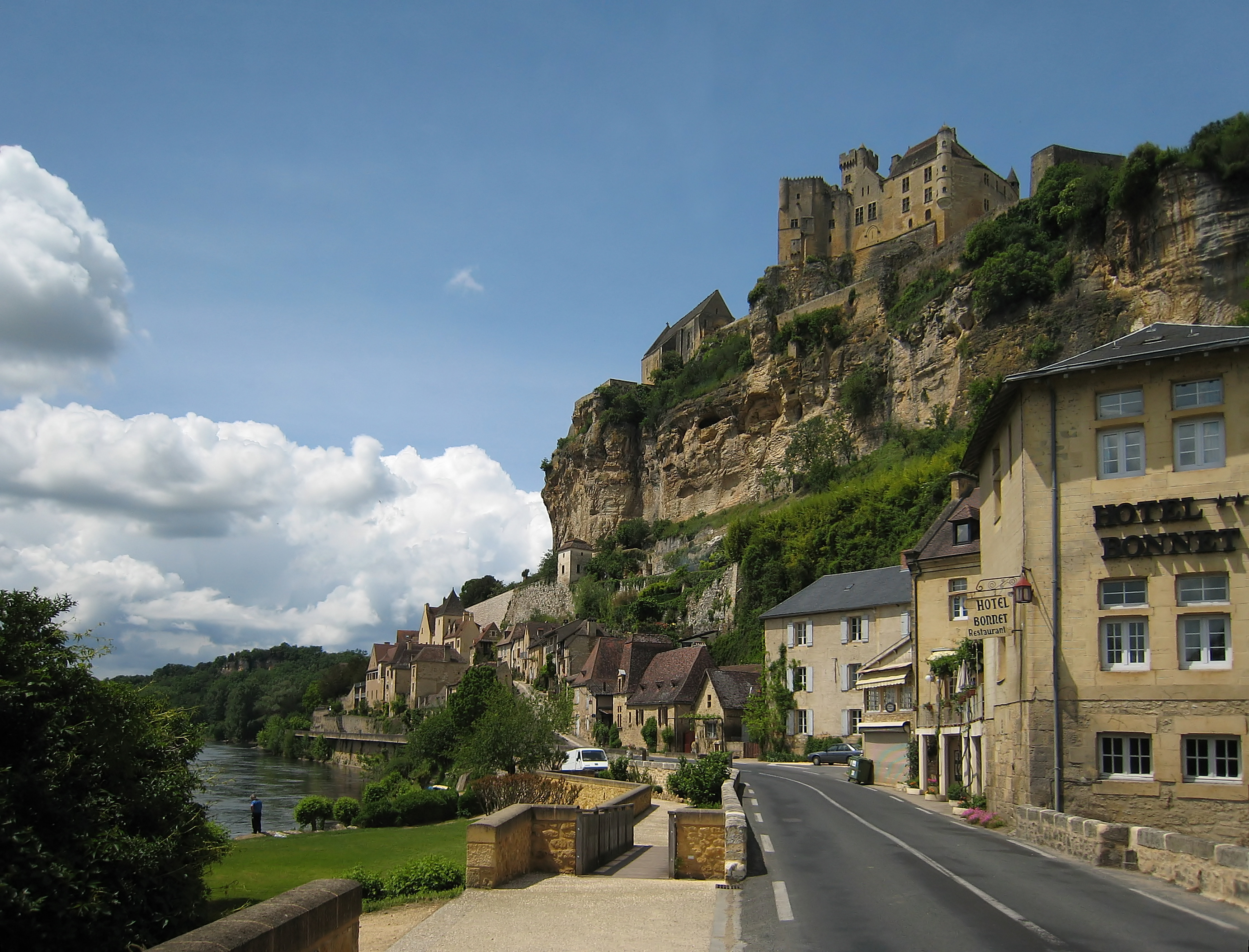
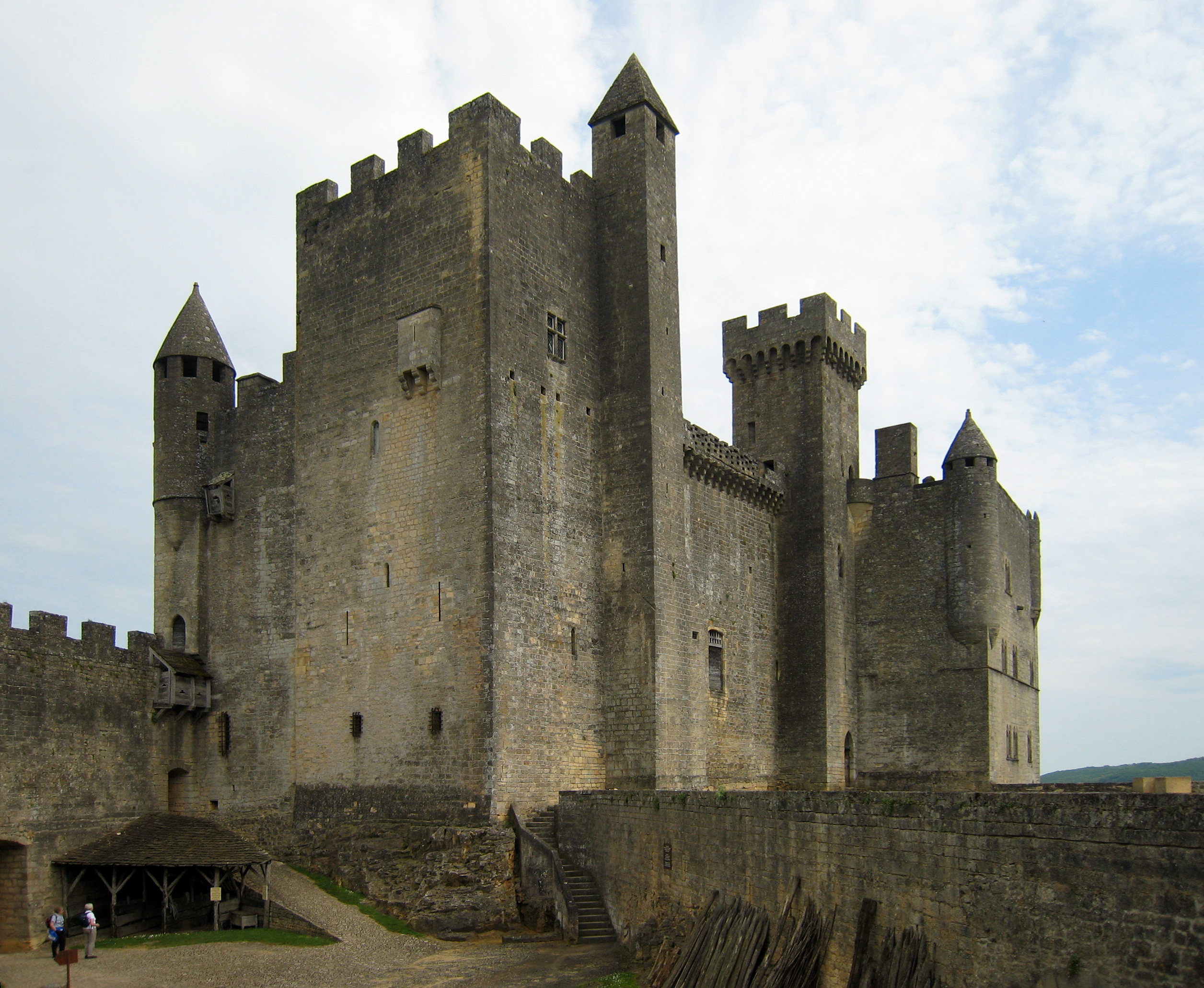

- Zamek (XII w.)